# Konzil von Serdica
Die Reichssynode von Serdica (auch Sardica oder Serdika) wurde von den Kaisern Constans und Constantius II. für 342 nach Serdica (das heutige Sofia) einberufen, um den religiösen Frieden im Römischen Reich zu sichern. Etwa 170 Bischöfe trafen sich wohl ab Herbst 342 in der Stadt. Das Reichskonzil scheiterte und wurde von der Kirche nicht als Ökumenisches Konzil anerkannt.

## Einberufung und Ziel
Constantius II., Herrscher im Ostteil des Römischen Reiches, hatte das neuartige, teils „anti-arianische“ Bekenntnis von Nizäa nicht akzeptieren wollen, da es bei den meisten oströmischen Kirchen und Bischöfen zugunsten der dort vorherrschenden traditionellen, von der Theologie des Origenes beeinflussten oder geprägten Theologie abgelehnt wurde. Zugleich hatte Constantius Gegner seiner Kirchenpolitik wie den vehement „anti-arianischen“ Bischof Athanasius von Alexandria und Markell von Ankyra in die Verbannung geschickt. Diese hatten in Rom Zuflucht gefunden, was wiederum den meisten Bischöfen des Ostens sehr suspekt war. In der Tradition des Origenes vertraten die Bischöfe des östlichen Reichsteils häufig die Lehre von den drei Hypostasen Gottes und verdächtigten die Anhänger des nizänischen Bekenntnisses sowie insbesondere Markell, welche von einer Hypostase Gottes sprachen, des Sabellianismus.
In dieser Situation der theologischen Spannungen schlug Constans, Herrscher im Westen des Reiches, seinem Bruder Constantius vor, eine Reichssynode zur Sicherung des religiösen Friedens abzuhalten. Constantius, immer wieder auf militärische Unterstützung durch seinen Bruder angewiesen, ließ sich darauf ein.

## Aufspaltung in zwei Teilkonzilien
Die Bischöfe des Westens hatten in Serdica die mit ihnen angereisten Bischöfe Athanasius und Markell bereits wieder in die Kirchengemeinschaft aufgenommen. Die etwas später eingetroffenen Bischöfe des Ostens verlangten aber deren Ausschluss als Bedingung, an Sitzungen der Reichssynode teilzunehmen, da beide durch Synoden verurteilt und abgesetzt worden seien – Athanasius 335 durch die Synode von Tyros, Markell im Jahre 336 durch die Synode von Konstantinopel. Die Bischöfe des Westens wiederum beharrten darauf, die beiden seien von einer römischen Synode 341 rehabilitiert worden. Die Bischöfe aus Constantius’ östlichen Reichsteil versammelten sich daher im kaiserlichen Palast, während die westlichen Bischöfe in die Stadtkirche eingezogen waren. Nachdem auf der Synode bald die Nachricht eintraf, dass Kaiser Constantius eine Schlacht gegen ein Heer des sassanidischen Herrschers Schapur II. gewonnen hatte, brachen die östlichen Bischöfe die Verhandlungen ab, verließen die Synode in Serdica und hielten im späten August 343 eine getrennte Sitzung in Philippopolis (Plowdiw) ab, während die westlichen Bischöfe unter Leitung von Ossius von Córdoba die Reichssynode einfach fortsetzten. Zuvor hatten sich allerdings beide Gruppierungen gegenseitig exkommuniziert.